# Jared Spool
Jared Spool (* 8. Dezember 1960) ist ein US-amerikanischer Schriftsteller, Forscher, Redner, Pädagoge und Experte auf dem Gebiet der Benutzerfreundlichkeit, Software, Design und Forschung. Er ist der Gründungsdirektor von User Interface Engineering, einer Forschungs-, Schulungs- und Beratungsfirma, die sich auf die Benutzerfreundlichkeit von Websites und Produkten spezialisiert hat.

## Errungenschaften und Auszeichnungen
Unter der Leitung von Spool rief das UIE 1996 die User Interface Conference ins Leben, eine jährliche Forschungs- und Designkonferenz zum Thema Benutzererfahrung, bei der er den Vorsitz führt und die Keynotes liefert.
Von 1998 bis 2008 entwickelte und unterrichtete Spool als außerordentliches Fakultätsmitglied an der Tufts University einen einzigartigen Lehrplan für den Kurs Experience Design Management am Tufts Gordon Institute.
Spool hielt die Keynote-Präsentationen für The National Association of Government Webmasters, The National Association of Online Librarians, Higher Ed Webmasters, Agile 2009, South by Southwest Interactive, Web Advertising, Web Visions, the Usability Professionals Association, CHI (Konferenz), den Informationsarchitektur-Gipfel, UX Australia, UX Lisbon, UX London, Drupal Con 2011, An Event Apart, Designing for People Amsterdam, UPA China, the Norwegian Computer Society, the British Computer Society, the Society for Technical Communication und die Federal Webmasters Society.
Im Jahr 2011 wurde der Stevens Award an Spool verliehen, „dessen stille Evangelisierung der Nutzbarkeit und der praktischen Ergebnisse von Methoden und Werkzeugen einen weitreichenden Einfluss darauf hatte, wie wir darüber nachdenken, Systeme effektiv zu machen“.

## Aktuelle Aktivitäten
Spool berät Organisationen, damit diese besser verstehen, wie sie ihre Designprobleme lösen können, und arbeitet mit Reportern und Branchenanalysten am Stand des Designs. Neben seiner Funktion als Sprecher auf mehr als 20 Konferenzen pro Jahr trägt Spool fast wöchentlich für verschiedene Gruppen vor.
Spool sitzt auch im Redaktionsausschuss von Rosenfeld Media, einem User-Experience-Verlag.

## Das „Center Centre“
Mit Hilfe einer erfolgreichen Kampagne auf Kickstarter.com gründete Jared im Jahr 2014 gemeinsam mit Leslie Jensen-Inman das „Center Centre“, eine neue Schule für User Experience Design für Erwachsene.

## Veröffentlichungen (Auswahl)
- Robert Hoekman, Jr., Jared Spool: Web Anatomy: Interaction Design Frameworks that Work,  New Riders, 2009, ISBN 978-0321635020
- Daniel D. McCracken, Rosalee J. Wolfe, Jared M. Spool: User-Centered Web Site Development: A Human-Computer Interaction Approach, Pearson Education, 2003, ISBN 978-0130411617
- Jared Spool, Tara Scanlon, Carolyn Snyder, Terri DeAngelo: Web Site Usability: A Designer's Guide, Morgan Kaufmann 1998, ISBN 978-1558605695
- Jeffrey Rubin, Dana Chisnell, Jared Spool: Handbook of Usability Testing: How to Plan, Design, and Conduct Effective Tests, 2nd Edition, Wiley, 2008, ISBN 978-0-470-18548-3